# کالو (دیر)
کالو، روستایی است از توابع بخش بردخون در شهرستان دیر استان بوشهر ایران.
کوچکترین مدرسه دنیا با ۴ دانش آموز در این روستا است.

## جمعیت
این روستا در دهستان بردخون قرار دارد و بر اساس سرشماری سال ۱۳۸۵ آمار رسمی جمعیت روستا ۳۴نفر (۷خانوار) می‌باشد.